# Carlazzo
Carlazzo är en ort och kommun i provinsen Como i regionen Lombardiet i Italien. Kommunen hade 3 177 invånare (2018).